# ZWV Nereus
Le ZWV Nereus est un club néerlandais de natation et de water-polo, installé à Zaanstad. Son équipe féminine a remporté trois coupes d'Europe des clubs champions dans les années 1990.

## Historique
Le club est issu de la fusion, en juillet 1995, de deux associations sportives : le Zaanse Watervrienden et le ZC Nereus.
Dans les années 1990, l'équipe féminine du ZC Nereus est vainqueur de deux coupes d'Europe des clubs champions avant la fusion et d'une troisième en 1996. Depuis, elle est régulièrement présente dans les premiers clubs européens, comme la finale à quatre du trophée LEN en 2007.

## Palmarès water-polo féminin
- 3 coupes d'Europe des clubs champions : 1990, 1995 et 1996[4].